# Bactrocera citima
Bactrocera citima är en tvåvingeart som först beskrevs av Hardy 1973.  Bactrocera citima ingår i släktet Bactrocera och familjen borrflugor.
Artens utbredningsområde är Thailand. Inga underarter finns listade.